# Димитър Мънзов
Димитър Н. Мънзов е български учител и книжовник.

## Биография
Мънзов е роден в Лясковец през 1840 година. Работи като учител в Разград, Арбанаси (ок. 1871-1872), Самоводене (1872-1873) и на други места. През 1872-1873 година е временен дописник на вестник „Право“.